# Фото клуб Нови Сад
Фото клуб Нови Сад је један од првих фото-клубова на Балкану. Основан је 12. августа 1901. године у Новом Саду. Статут клуба је написан на мађарском језику, званичном језику у тадашњој Аустроугарској монархији. Написао га је и предао надлежним органима Ференц Брук, први председник Фото клуба, професор калиграфије и директор Мушке грађанске школе у Новом Саду 1. септембра 1901. Од првог дана својих активности, Фото клуб Нови Сад равноправно је неговао фотографију и филм, а да би могао што успешније да јавности представи своје активности, основао је Научно позориште „Уранија“. Оно је, по угледу на будимпештанску „Уранију“, било прво позориште ове врсте у провинцији које се бавило унапређењем фото-аматеризма, ширењем науке, образовања и културе. Нови Сад је тада имао 30.000 становника, у односу на Суботицу и Сомбор који су већ имали преко 80.000 становника.